# Kristinelund
Se även Christinelund och Kristinelunds herrgård i Allerums socken, Helsingborgs kommun.
Kristinelund är en bebyggelse på gränsen mellan Dalsland (Frändefors distrikt / Frändefors socken) och Västergötland (Vänersborgs distrikt) i Vänersborgs kommun i Västra Götalands län. Området avgränsades före 2015 till en småort för att därefter räknas som en del av tätorten Katrinedal.